# قومية إقليمية
تصف القومية الإقليمية شكلاً من أشكال القومية على أساس الاعتقاد بأن جميع سكان دولة معينة يدينون بالولاء لبلد ميلادهم أو تبنيهم. ووفقًا للقومية الإقليمية يجب أن ينتمي كل فرد لدولة، ولكن يمكنه اختيار إلى أي الدول ينضم. ويتم البحث عن جودة مقدسة في هذه الدولة وفي الذكريات الشعبية التي تثيرها. ويتم جعل المواطنة مثالية بواسطة القوميين الإقليميين. معيار القومية الإقليمية هو إنشاء ثقافة عامة وشاملة على أساس القيم والتقاليد المشتركة للسكان. وتعتبر المساواة أمام القانون أمرًا ضروريًا للقومية الإقليمية.
ونظرًا لأنه تتم نمذجة المواطنة وليس العرقية بواسطة القومية الإقليمية، ادعى كل من أتينا ليوسي وأنطوني سميث (في 2001) أن الثورة الفرنسية كانت انتفاضة قومية إقليمية.

## القومية الإقليمية في أوروبا
تميل الهوية القومية في أوروبا الغربية لأن تكون معتمدة بشكل أكبر على مكان ميلاد الشخص عنها في أوروبا الشرقية وأوروبا الوسطى. ويناقش العلماء أن ذلك يمكن تفسيره بحقيقة أن الولايات في هاتين المنطقتين قد نشأت من ولايات إمبراطورية. قمعت الأنظمة الشيوعية في الكتلة الشرقية بفاعلية ما وصفوه بأنه «قومية برجوازية» واعتبرت القومية عبارة عن أيديولوجية برجوازية. في الاتحاد السوفيتي، أدى هذا إلى الترويس وغيرها من المحاولات لمحو الثقافات الأخرى غير الثقافة الروسية، حتى أنه في نفس الوقت، روج الاتحاد السوفيتي لأشكال معينة من القومية يعتبرها متوافقة مع المصالح السوفيتية. كانت يوغوسلافيا مختلفة ثم تلتها الدول الشيوعية الأوروبية الأخرى، وهناك تم الترويج لما يسمى «اليوغوسلافينية».

## القومية الإقليمية في الشرق الأوسط
على الرغم من أن القومية الإقليمية في تناقض مع شمولية الإسلام، إلا أن مصر وتونس بالأخص لهما سياسات قومية إقليمية بعد حصولهما على الاستقلال. وقد تم استبدال هذا تدريجيًا بواسطة الوحدة العربية في الخمسينيات، ولكن تدهورت الوحدة العربية بحلول منتصف السبعينيات.

## القومية الإقليمية في أمريكا الشمالية
كما هو الحال في أوروبا الغربية، تميل الهوية القومية لأن تكون معتمدة بشكل أكبر على مكان ميلاد الشخص وليس على العرقية.